# Port lotniczy Marsylia
Port lotniczy Marsylia – międzynarodowy port lotniczy położony 20 km na północny zachód od Marsylii. Jest jednym z największych portów lotniczych we Francji.

## Linie lotnicze i połączenia
| Linia lotnicza        | Kierunek |
| --------------------- | --- |
| Aegean Airlines       | Sezonowo: 1. Ateny 2. Heraklion |
| Aer Lingus            | Sezonowo: 1. Dublin |
| Air Algerie           | 1. Algier 2. Annaba 3. Batina 4. Bidżaja 5. Szalif 6. Konstantyna 7. Dżidżili 8. Oran 9. Tilimsan Sezonowo: 1. Satif |
| Air Arabia            | 1. Kair |
| Air Austral           | 1. Reunion Sezonowo: 1. Dzaoudzi |
| Air Corsica           | 1. Ajaccio-Napoléon Bonaparte 2. Bastia 3. Calvi 4. Figari |
| Air France            | 1. Paryż-Charles de Gaulle 2. Paryż-Orly Sezonowo: 1. Algier 2. Ateny 3. Biarritz 4. Korfu 5. Heraklion 6. Santorini 7. Tunis |
| Air Senegal           | 1. Dakar-Diass |
| Air Serbia            | 1. Belgrad |
| Air Transat           | 1. Montreal-Trudeau |
| Austrian Airlines     | Sezonowo: 1. Wiedeń |
| Binter Canarias       | Sezonowo: 1. Gran Canaria |
| British Airways       | 1. Londyn-Heathrow |
| Brussels Airlines     | 1. Bruksela |
| Chalair Aviation      | 1. Tuluza |
| Corsair International | 1. Dzaoudzi 2. Mauritius 3. Reunion |
| EasyJet               | 1. / Bazylea 2. Bordeaux 3. Lizbona 4. Londyn-Gatwick Sezonowo: 1. Bristol |
| El Al                 | 1. Tel Awiw |
| Ethiopian Airlines    | 1. Addis Abeba |
| Eurowings             | 1. Düsseldorf |
| Flynas                | 1. Dżudda |
| Iberia                | 1. Madryt |
| KLM                   | 1. Amsterdam |
| Lufthansa             | 1. Frankfurt 2. Monachium |
| Luxair                | Sezonowo: 1. Luksemburg |
| Nouvelair             | 1. Monastyr |
| Pegasus Airlines      | 1. Stambuł-Sabiha Gökçen |
| Royal Air Maroc       | 1. Casablanca 2. Marrakesz 3. Oujda 4. Rabat |
| Ryanair               | 1. Agadir 2. Alicante 3. Paryż-Beauvais 4. Mediolan-Bergamo 5. Berlin 6. Bolonia 7. Bordeaux 8. Bukareszt 9. Budapeszt 10. Katania 11. Bruksela-Charleroi 12. Dublin 13. East Midlands 14. Edynburg 15. Eindhoven 16. Essaouira 17. Faro 18. Fez 19. Madera 20. Kraków 21. La Rochelle 22. Lille 23. Lizbona 24. Londyn-Stansted 25. Luksemburg 26. Madryt 27. Malaga 28. Malta 29. Manchester 30. Marrakesz 31. Nador 32. Nantes 33. Neapol 34. Ouarzazate 35. Oujda 36. Palermo 37. Pafos 38. Porto 39. Praga 40. Rabat 41. Rzym-Fiumicino 42. Santiago de Compostela 43. Sewilla 44. Shannon 45. Tanger 46. Tel Awiw 47. Tetuan 48. Tours 49. Walencja Sezonowo: 1. Bari 2. Bristol 3. Chania 4. Korfu 5. Glasgow-Prestwick 6. Ibiza 7. Lanzarote 8. Menorka 9. Palma de Mallorca 10. Rodos 11. Teneryfa-Południe 12. Treviso 13. Wenecja 14. Zadar |
| Sky Express           | Sezonowo: 1. Heraklion |
| SunExpress            | Sezonowo: 1. Antalya 2. Izmir |
| TAP Portugal          | 1. Lizbona |
| Transavia             | 1. Antalya 2. Brest-Bretagne 3. Dakar-Diass 4. Nantes 5. Palermo 6. Sal Sezonowo: 1. Biarritz 2. Casablanca 3. Dżerba 4. Heraklion 5. Lille 6. Marrakesz 7. Monastyr 8. Rennes 9. Sztokholm-Arlanda 10. Tunis 11. Erywań |
| Tunisair              | 1. Dżerba 2. Monastyr 3. Tunis |
| Turkish Airlines      | 1. Stambuł |
| Twin Jet              | 1. Metz/Nancy 2. Mediolan-Malpensa 3. Pau 4. Strasburg |
| Volotea               | 1. Konstantyna 2. Oran 3. Strasburg 4. Tilimsan 5. Wenecja-Marco Polo Sezonowo: 1. Annaba 2. Ateny 3. Barcelona 4. Bidżaja 5. Biarritz 6. Brest-Bretagne 7. Caen 8. Cagliari 9. Kopenhaga 10. Dubrownik 11. Florencja 12. Fuerteventura 13. Gran Canaria 14. Heraklion 15. Lanzarote 16. Menorka 17. Mykonos 18. Olbia 19. Palma de Mallorca 20. Rennes 21. Santorini 22. Satif 23. Split 24. Teneryfa-Południe |
| Vueling               | 1. Algier 2. Barcelona |

### Cargo
| Linia lotnicza      | Kierunek                                                                              |
| ------------------- | ------------------------------------------------------------------------------------- |
| ASL Airlines France | 1. Ajaccio-Napoléon Bonaparte 2. Bastia 3. Nicea 4. Paryż-Charles de Gaulle 5. Rennes |
| UPS Airlines        | 1. Kolonia/Bonn                                                                       |